# Bugge Wesseltoft
Bugge Wesseltoft (ur. 1 lutego 1964 w Porsgrunn) – norweski muzyk jazzowy, pianista, kompozytor, producent muzyczny. Prowadzi własną wytwórnię muzyczną Jazzland Records.
Na początku lat 90. zainicjował przejście od tradycyjnego jazzu norweskiego (reprezentowanego przez wydawnictwa ECM) do nowoczesnego stylu, czasami nazywanego future jazz lub nu jazz.
Grał m.in. z Janem Garbarkiem. Współtworzył również awangardowy zespół blackmetalowy pod nazwą System:Obscure. Skład grupy oprócz Wesseltofta tworzyli: perkusista Tony Laureano, wokalista Lars „Balfori” Larsen, gitarzysta Steinar Gundersen oraz basista Lars Norberg. Muzycy zarejestrowali jedynie trzyutworową płytę promocyjną, a także wystąpili w 2006 roku na Inferno Metal Festival.

## Dyskografia
Albumy solowe
| It's Snowing On My Piano                | - Data: 1 listopada 1997 - Wydawca: ACT Music           | 3  | –   | - NOR: platynowa płyta |
| New Conception of Jazz: Sharing         | - Data: 1 stycznia 1998 - Wydawca: Jazzland Recordings  | 37 | –   |                        |
| New Conception of Jazz: Moving          | - Data: 23 kwietnia 2001 - Wydawca: Jazzland Recordings | 40 | –   |                        |
| New Conception of Jazz: Film Ing        | - Data: 24 lutego 2004 - Wydawca: Jazzland Recordings   | 28 | 152 |                        |
| Songs                                   | - Data: 2 grudnia 2011 - Wydawca: Jazzland Recordings   | 19 | –   |                        |
| „–” oznacza, że album nie był notowany. |                                                         |    |     |                        |

Inne
| Tid (Tore Brunborg, Bugge Wesseltoft, Anders Jormin, Jon Christensen)                                    | - Data: 1993 - Wydawca: Curling Legs                | –  |
| Nightsong (Sidsel Endresen, Bugge Wesseltoft)                                                            | - Data: 1994 - Wydawca: Curling Legs                | –  |
| Duplex Ride (Sidsel Endresen, Bugge Wesseltoft)                                                          | - Data: 1998 - Wydawca: Curling Legs                | 18 |
| Mélange Bleu (Lars Danielsson, Bugge Wesseltoft, Nils Petter Molvær)                                     | - Data: 1 września 2006 - Wydawca: ACT Music        | –  |
| Public Outburst (Laurent Garnier, Bugge Wesseltoft, Philippe Nadaud, Benjamin Rippert)                   | - Data: 16 lipca 2007 - Wydawca: F Communications   | –  |
| Last Spring (Bugge Wesseltoft, Henning Kraggerud)                                                        | - Data: 31 sierpnia 2012 - Wydawca: ACT Music       | 16 |
| OK World (Bugge Wesseltoft, Josemi Carmona, Shri Sriram, Vivek Rajagopalan, Khaled Yassine, Amade Cossa) | - Data: 7 marca 2014 - Wydawca: Jazzland Recordings | –  |
| „–” oznacza, że album nie był notowany.                                                                  |                                                     |    |

## Nagrody i wyróżnienia
| Rok  | Kategoria   | Tytułem                                         | Nagroda          | Nota      | Źródło |
| ---- | ----------- | ----------------------------------------------- | ---------------- | --------- | ------ |
| 1996 | Jazz        | New Conceptions of Jazz                         | Spellemannprisen | Laur      | [ 18 ] |
| 1998 | Âpen klasse | Duplex Ride                                     | Spellemannprisen | Laur      | [ 18 ] |
| 2001 | Âpen klasse | Moving                                          | Spellemannprisen | Nominacja | [ 18 ] |
| 2002 | Âpen klasse | Out Here, In There                              | Spellemannprisen | Laur      | [ 18 ] |
| 2011 | Elektronika | Wesseltoft, Schwarz - Duo                       | Spellemannprisen | Nominacja | [ 18 ] |
| 2014 | Jazz        | Jazz at Berlin Philharmonic II: Norwegian Woods | Spellemannprisen | Nominacja | [ 18 ] |